# Новошини
Новоши́ни — село в складі Журавненської селищної об'єднаної територіальної громади, у Стрийському районі Львівської області. Населення становить 516 осіб. Орган місцевого самоврядування — Журавненська селищна рада..

## Політика

### Парламентські вибори, 2019
На позачергових парламентських виборах 2019 року у селі функціонувала окрема виборча дільниця № 460396, розташована у актовому залі Новошинського НВК.
Результати
- зареєстровано 305 виборців, явка 91,48 %, найбільше голосів віддано за «Слугу народу» — 25,81 %, за Європейську Солідарність — 19,71 %, за «Голос» і Всеукраїнське об'єднання «Свобода» — по 10,04 %.[2] В одномандатному окрузі найбільше голосів отримав Андрій Кіт (самовисування) — 63,67 %, за Андрія Гергерта (Всеукраїнське об'єднання «Свобода») — 7,91 %, за Олега Канівця (Громадянська позиція) — 7,19 %[3].

## Цікавий факт
Одна з вулиць села є одночасно межею Львівської та Івано-Франківської областей, ( по інший бік вулиці ) вже знаходиться село Луковець-Журівський,Букачівської СОТГ, Івано-Франківського району Івано-Франківської області.